# Uhrynów Średni
Uhrynów Średni – wieś na Ukrainie, w  obwodzie iwanofrankiwskim, w rejonie kałuskim.